# Saint-Jean-de-Chevelu
Saint-Jean-de-Chevelu es una comuna francesa situada en el departamento de Saboya, en la región Auvernia-Ródano-Alpes.

## Demografía
| 377 | 366 | 338 | 307 | 485 | 584 | 706 | 804 |
| Para los censos de 1962 a 1999 la población legal corresponde a la población sin duplicidades (Fuente: INSEE [Consultar]) |     |     |     |     |     |     |     |